# Eksterminator 17
Eksterminator 17 (tytuł oryginału: Exterminateur 17) – francuski komiks autorstwa Jeana-Pierre'a Dionneta (scenariusz) i Enkiego Bilala (rysunki), wydana po raz pierwszy w oryginale francuskim w 1979 na łamach czasopisma "Metal Hurlant", a następnie w tym samym roku w formie albumu nakładem wydawnictwa Les Humanoïdes Associés. Jej kontynuacja, zatytułowana La Trilogie d'Ellis (pol. Trylogia Ellisa), napisana przez Dionneta i zilustrowana przez Igora Barankę, ukazała się w latach 2003–2008. Po polsku komiks ukazał się w 2016 nakładem wydawnictwa Kurc.

## Fabuła
Osadzony w konwencji space opery z elementami humoru, komiks opowiada o Eksterminatorze 17, kosmicznym robocie-wojowniku. Bierze on udział w ataku na zbuntowaną planetoidę. Pozostałe maszyny obwołują go przywódcą i traktują jak mesjasza. Eksterminator 17 rusza w kosmos, aby wyzwolić inne roboty.